# ريتشلاند (جورجيا)
ريتشلاند (بالإنجليزية: Richland, Georgia)‏ هي مدينة تقع في مقاطعة ستيوارت، جورجيا بولاية جورجيا في الولايات المتحدة. تبلغ مساحة هذه المدينة 10.8 (كم²)، وترتفع عن سطح البحر 185 م، بلغ عدد سكانها 1794 نسمة في عام 2010 حسب إحصاء مكتب تعداد الولايات المتحدة.

## معرض صور

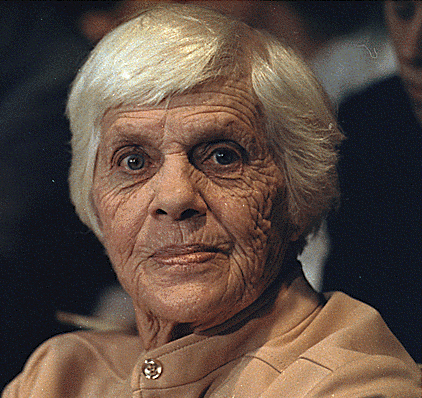
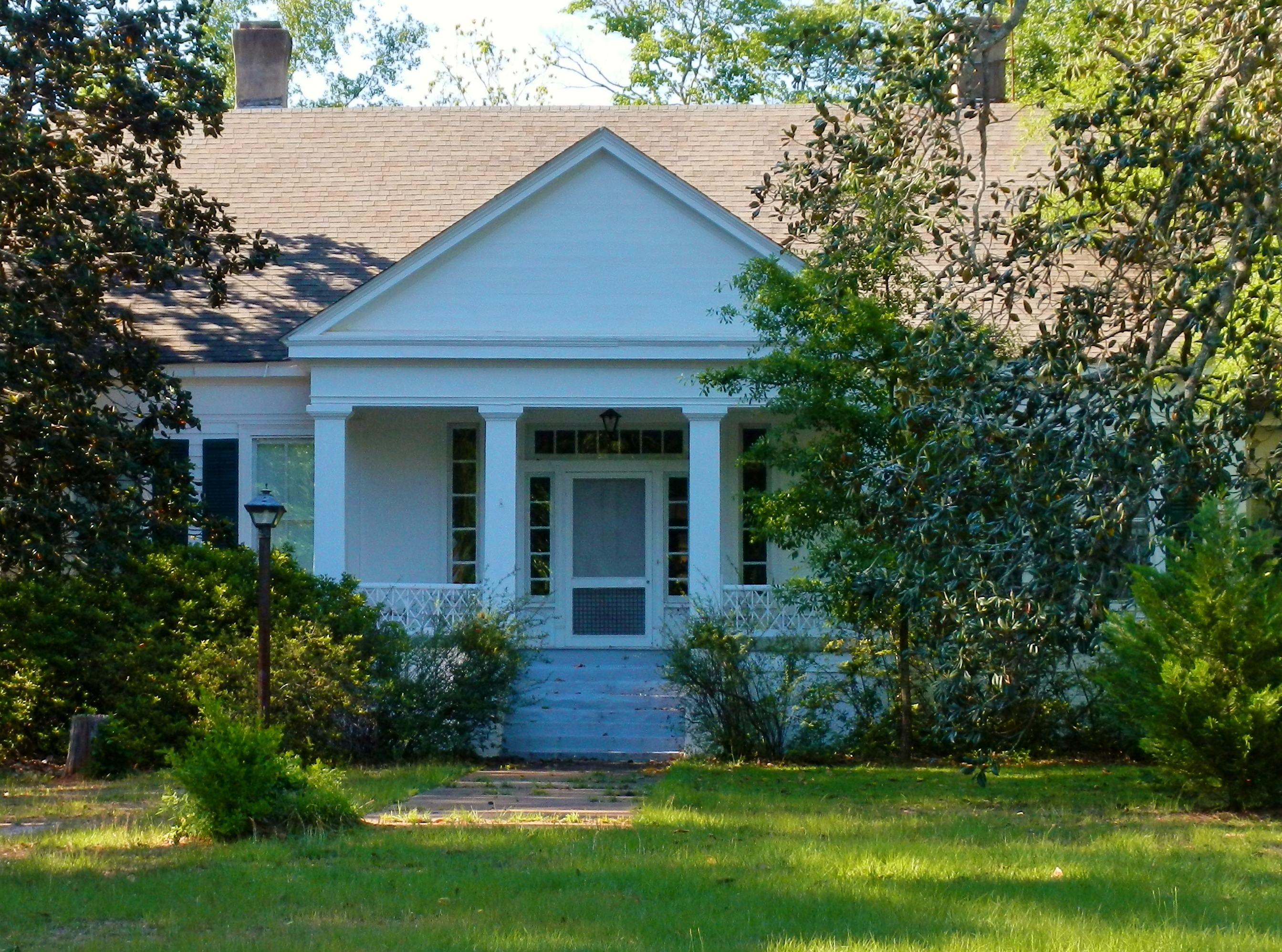
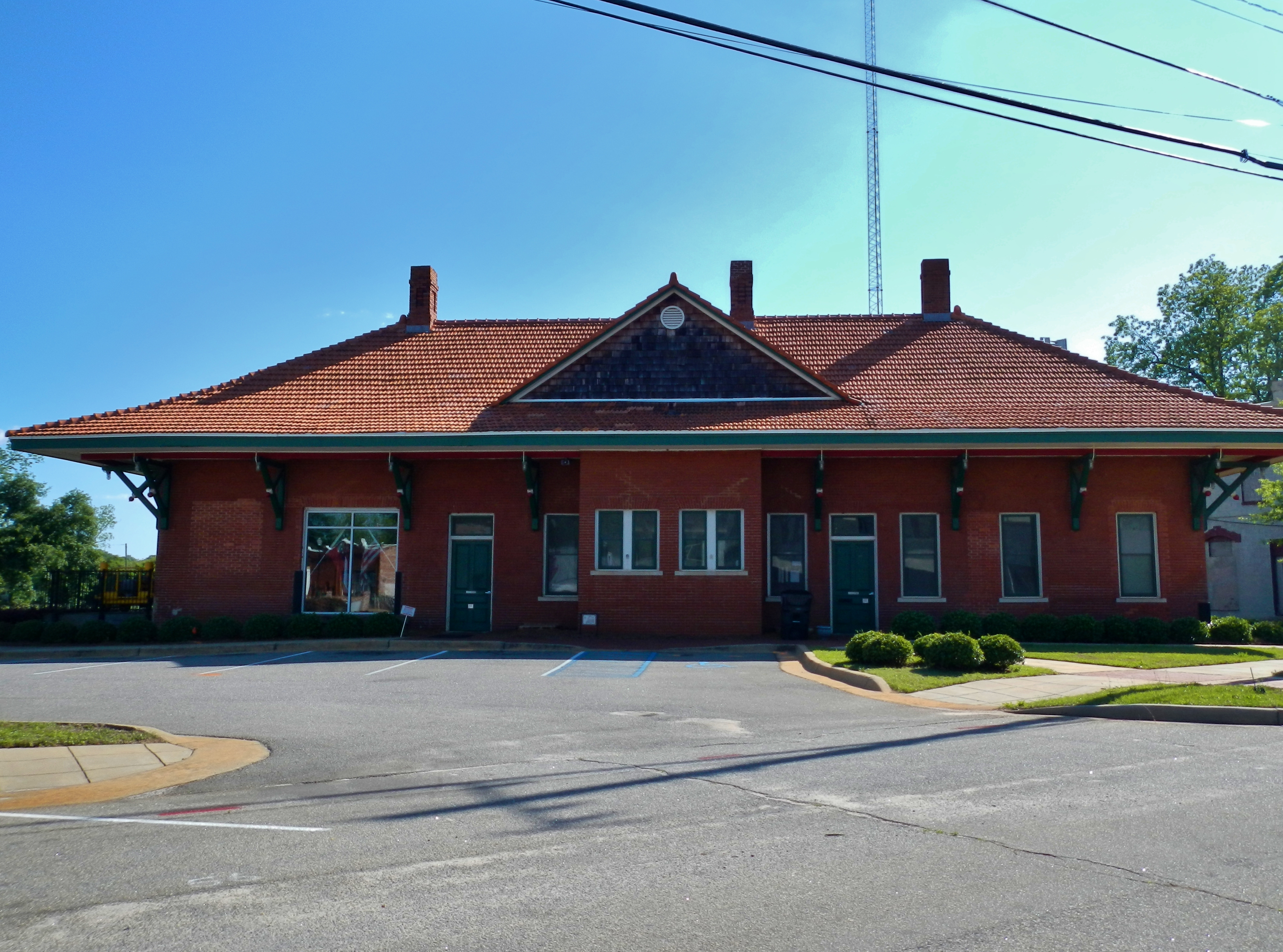
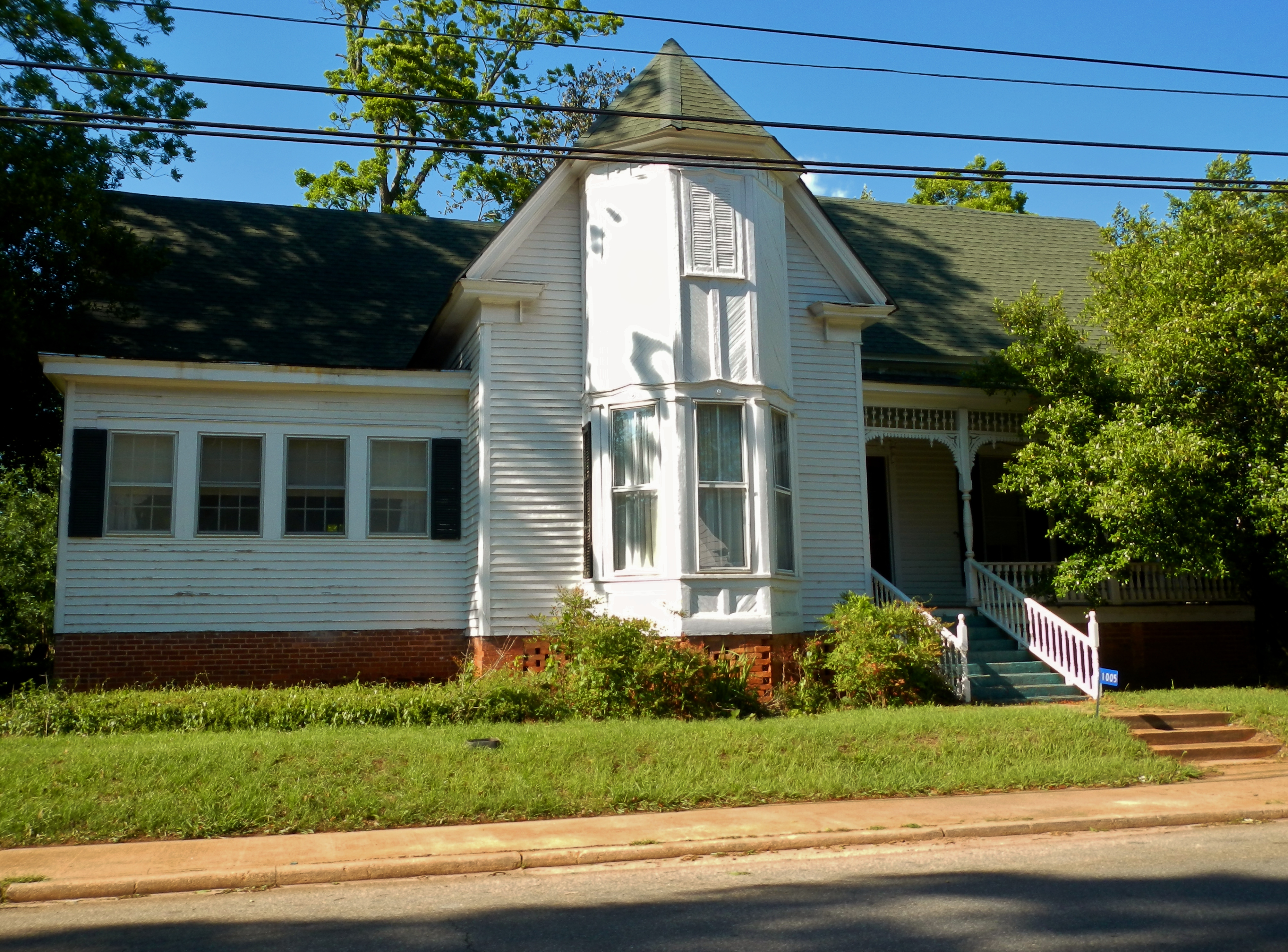
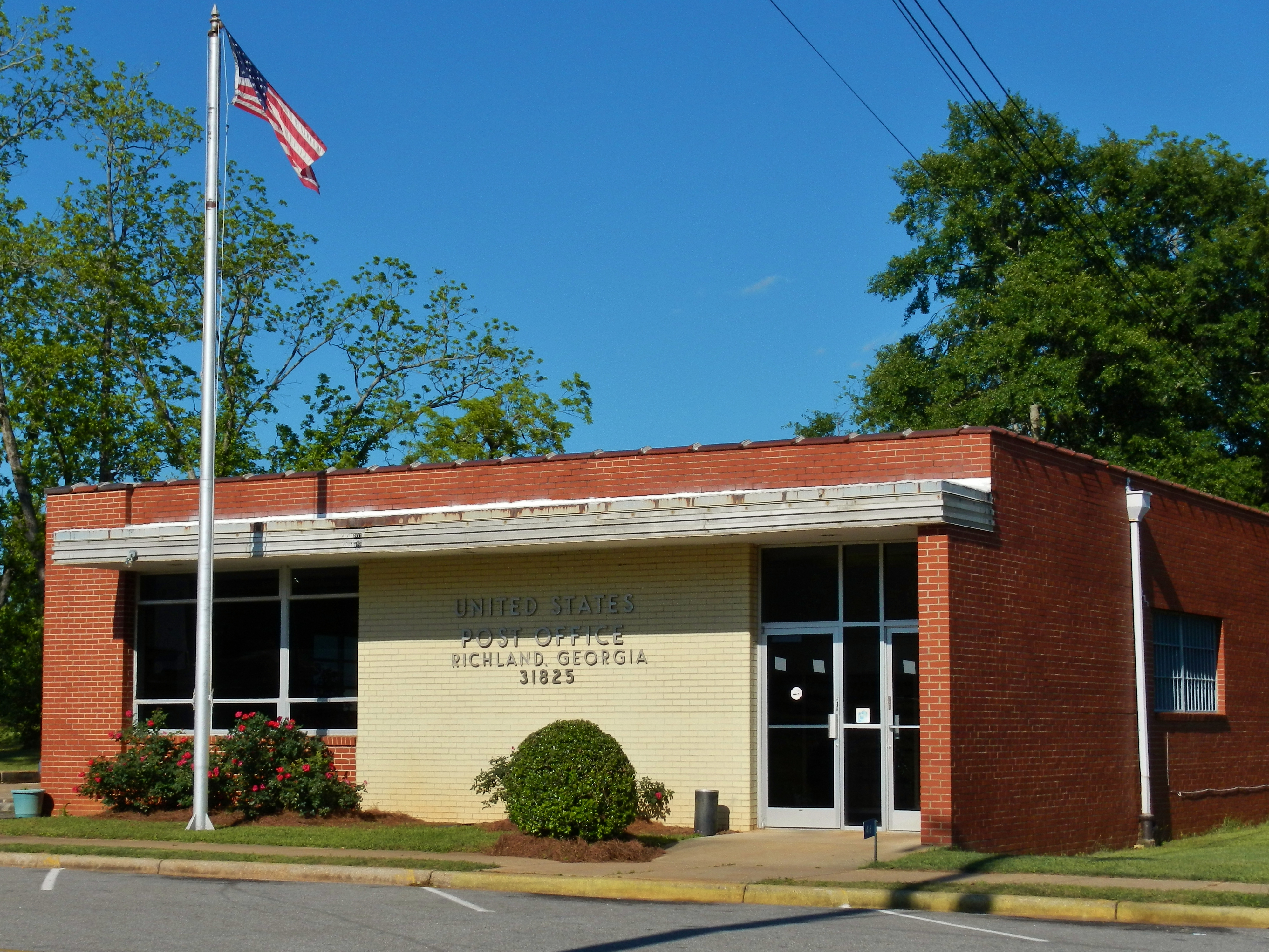

## أعلام
- جارفيس جونز

## وصلات خارجية
- Cities & Counties - Georgia.gov